# Tenau
Tenau ist ein indonesischer Ort im Distrikt (Kecamatan) Westkupang (Kupang Barat) im Regierungsbezirk Kupang (Provinz Ost-Nusa Tenggara). Er liegt an der Küste gegenüber der Insel Semau, im Südwesten der Insel Timor, auf einer Meereshöhe von 91 m und gehört zum Desa Bolok. In der Umgebung wird Helong gesprochen.